# 王子謨
王子謨（1467年—？），字如臯，浙江嚴州府淳安縣人，民籍，明朝政治人物。

## 生平
弘治十四年（1501年）辛酉科浙江鄉試第二十六名舉人。弘治十八年（1505年）中式乙丑科會試第二百七十名，三甲第一百零四名進士。

## 家族
曾祖王本宗，義官；祖父王志善，封監察御史；父王賓，韶州知府。母張氏（誥封恭人）。具庆下。兄王子言，员外郎。弟子训、子謹。